# Marius Mayrhofer
Marius Mayrhofer (Tubinga, Alemanha, 18 de setembro de 2000) é um ciclista profissional alemão que compete com a equipa Team DSM.

## Trajetória
Em 2018 foi segundo na prova em linha do Campeonato Mundial da categoria júnior por trás de Remco Evenepoel. A temporada seguinte alinhou pelo Development Team Sunweb e seus primeiros anos na categoria sub-23 estiveram marcados por uma lesão e a pandemia de COVID-19. Deu o salto ao equipa principal em 2022, e seu primeiro sucesso como profissional chegou a inícios de 2023 ao se impor na Cadel Evans Great Ocean Road Race.

## Palmarés
- 2023
  - Cadel Evans Great Ocean Road Race

## Resultados em Grandes Voltas
| Corrida | Corrida         | 2019 | 2020 | 2021 | 2022 | 2023 |
| ------- | --------------- | ---- | ---- | ---- | ---- | ---- |
|         | Giro d'Italia   | —    | —    | —    | —    | 74.º |
|         | Tour de France  | —    | —    | —    | —    | —    |
|         | Volta a Espanha | —    | —    | —    | —    | —    |

—: não participa
Ab.: abandono

## Equipas
- Development Team Sunweb/DSM (2019-2021)
- Development Team Sunweb (2019-2020)
- Development Team DSM (2021)
- Team DSM (2022-)